# Световна купа по ски бягане
Световната купа по ски бягане е ежегодно състезание по ски бягане, организирано от Международната федерация по ски (ФИС) от 1981 година насам. Състезанието се провежда неофициално от 1973 година до 1981 година, въпреки че получава принципно признание на 31-вия конгрес на ФИС от 29-30 април 1977 в Барилоче, Аржентина. 